# Lunery
Lunery é uma comuna francesa na região administrativa do Centro, no departamento Cher. Estende-se por uma área de 32,65 km². Em 2010 a comuna tinha 1 591 habitantes (densidade: 48,7 hab./km²).